# Engineering ingegneria informatica
Engineering Ingegneria Informatica (capogruppo del gruppo Engineering) è una società italiana costituita nel 1980 nel settore del software e servizi IT, specializzata nella consulenza informatica in particolare per i settori pubblica amministrazione (centrale, locale, sanità), utility, telco e industria.
Engineering è la Digital Transformation Company, leader in Italia e in continua espansione nel mondo, con circa 14.000 dipendenti e oltre 80 sedi.
Il Gruppo Engineering, formato da oltre 70 società in 21 Paesi, supporta da più di 40 anni le aziende e le organizzazioni nell’evolvere continuamente grazie a una profonda conoscenza dei processi aziendali in tutti i segmenti di mercato, e sfruttando le opportunità offerte da tecnologie digitali avanzate e soluzioni proprietarie. 
Il Gruppo integra soluzioni di mercato best-of-breed e servizi gestiti, e continua a espandere la propria esperienza attraverso operazioni di M&A e partnership con i principali attori tecnologici. Engineering investe fortemente in innovazione, attraverso la propria divisione R&I, e nel capitale umano, attraverso la propria IT & Management Academy.
Engineering si pone come attore chiave nella creazione di ecosistemi digitali per connettere mercati diversi, sviluppando soluzioni componibili per una continua trasformazione del business.

## Storia
Nel 1980 è costituita a Padova la Cerved Engineering, azienda che inizialmente fa capo alla Cerved, società che si occupa della gestione di banche dati per conto delle Camere di Commercio, che ne detiene una partecipazione azionaria. Nel 1984, un'operazione di management buyout trasferisce la proprietà ai due soci di riferimento Michele Cinaglia e Rosario Amodeo, con la contemporanea uscita di Cerved dalla compagine azionaria e la variazione della denominazione, in quella attuale.
Nel 2013 Engineering rileva il 100% di T-Systems Italia SpA che assume la denominazione sociale Engineering.mo S.p.A., oggi Engineering D.HUB S.p.A.. Il 14 giugno 2013 viene data notizia dell'uscita della famiglia Amodeo dalla proprietà dell'azienda. La quota posseduta pari al 29,9% viene infatti ceduta a One Equity Partners con un'operazione da circa 116 milioni di euro. Nel 2014 Engineering conferma i piani di crescita nel mercato dell'IT per le PMI con l'acquisizione di MHT S.r.l. (divenuta Engineering 365 S.r.l. per poi essere successivamente assorbita nella capogruppo), società leader nell'implementazione dei prodotti ERP e CRM Microsoft Dynamics. Sempre nel 2014 Engineering pubblica il suo primo Bilancio di Responsabilità Sociale d'Impresa, che continuerà a pubblicare annualmente. Nel 2015 Engineering annuncia l'acquisizione di WebResults S.r.l., azienda specializzata nell'implementazione di soluzioni cloud a supporto dei processi di vendita, marketing e servizio alla clientela su piattaforma Salesforce.com.
Il 28 dicembre 2017 Engineering e Intesa Sanpaolo, dopo aver ottenuto le necessarie autorizzazioni, hanno completato la compravendita del 100% del capitale di Infogroup (azienda presente sul mercato da oltre 30 anni con sedi a Firenze e Torino, partner di riferimento ICT per importanti Gruppi Bancari, Industriali e Commerciali), detenuto dal gruppo bancario, annunciata in 27 luglio. Il 1º maggio 2018 la società Infogroup S.p.A. viene trasferita in Engineering Ingegneria Informatica S.p.A. mediante fusione per incorporazione.
Engineering ha perfezionato nel marzo 2019 il closing dell’operazione di acquisto del 51% di OmnitechIT - e il contestuale rebranding della società acquisita in Cybertech - operatore su scala internazionale specializzato nella Cybersecurity e tra i principali player europei. Nel settembre 2019 Engineering ha acquisito Deus Technology, azienda leader nel mercato italiano del fintech applicato al Wealth Management. Nell’ottobre 2019 ha aumentato la propria presenza nel mondo dell’eCommerce con l’acquisizione dell’80% della software house Digitelematica. Il 26 febbraio 2020 Engineering ha acquisito FDL Servizi, punto di riferimento nel mercato della conduzione e gestione degli impianti tecnologici energetici. Nel dicembre 2021 l'acquisizione di C Consulting, società specializzata in soluzioni software dedicate alla riassicurazione. Nel gennaio 2022, attraverso la propria controllata Engineering USA, acquisisce Movilitas, azienda specializzata nello sviluppo di soluzioni di smart supply chain e di ecosistemi di produzione digitale. Sempre nel gennaio 2022 Engineering completa l'acquisizione al 100% di Cybertech, tra i principali player in Italia e in Europa nel campo della Cybersecurity. Nel marzo 2022 acquisisce PluSure, azienda italiana leader nella consulenza PLM (Product Lifecycle Management) e MOM (Manufacturing Operations Management). Nel novembre 2022 Engineering acquisisce Atlantic Technologies, leader internazionale nella consulenza di Salesforce e nelle soluzioni ERP e Business Intelligence. A fine 2022 Be Shaping the Future è entrata a far parte del Gruppo Engineering nel quadro di un progetto sinergico e complementare finalizzato alla realizzazione di un’azienda all’avanguardia in Italia nel settore dei servizi finanziari, operativa nel mercato europeo e internazionale.
Nel gennaio 2025 Engineering ha ottenuto la certificazione Top Employer Italia 2025, rilasciata dal Top Employers Institute.

### Delistinge nuovi soci
Nei primi mesi del 2016, i fondi NB Renaissance (nato dal partenariato nel private equity tra Neuberger Berman e Intesa Sanpaolo) ed Apax VIII (fondo che ha come consulente la società di private equity Apax Partners LLP) hanno acquistato il 44,303% del capitale sociale di Engineering. L’operazione ha comportato il lancio di un’OPA obbligatoria da parte della controllata MIC Bidco, a 66 euro per azione, conclusasi con il pieno controllo e la conseguente revoca dalla quotazione a partire dall’8 luglio 2016. Engineering era quotata dal dicembre 2000 alla Borsa di Milano dove era presente negli indici FTSE Italia Mid Cap e FTSE Italia STAR.
Elemento fondamentale dell’operazione è stato il mantenimento e la continuità della struttura manageriale guidata dal fondatore Michele Cinaglia, con l’obiettivo di proseguire i piani di sviluppo in Italia e all’estero. Dall'8 luglio 2016 il principale azionista è la MIC Bidco, società che fa capo ai fondi NB Renaissance e Apax VIII. A Michele Cinaglia, presidente, fa capo nel 2018 il 6,6%.
Nel febbraio 2020 cambia ancora l'assetto azionario con l'uscita del fondatore che cede la sua partecipazione: entra il fondo Bain Capital al posto di Apax (che dall'epoca dell'OPA aveva la maggioranza) e affianca NB Renaissance Partners. Paolo Pandozy resta alla guida del gruppo anche con una quota del capitale.
Il 1º ottobre 2021 Engineering annuncia la nomina di Maximo Ibarra CEO di Gruppo.
Il 28 aprile 2025 il Consiglio di Amministrazione di Engineering ha nominato Aldo Bisio nuovo CEO del Gruppo.

## Principali partecipazioni
ITALIA
- Atlantic Technologies S.p.A. - 100%
- Be Shaping the Future Group - 100% (tramite Overlord Bidco)
- C Consulting S.p.A. - 100%
- Cybertech S.r.l. - 100% (tramite Engineering D.HUB)
- Digitelematica S.r.l. - 100%
- Engineering D.HUB S.p.A. - 100%
- Engineering Sardegna S.r.l. - 100%
- Extra Red S.r.l. - 100%
- FDL S.r.l. - 100%
- LiveBox S.r.l. - 100% (già Sogeit Solutions)
- Municipia S.p.A. - 100%
- Nexen S.p.A. - 100%
- Nexera S.p.A. - 60%
- PluSure S.p.A. - 100%
- WebResults S.r.l. - 100%

ESTERO
- Engineering Albania SHPK - 100%
- Engineering International Belgium SA - 100%
- Engineering ITS AG (Germania) - 100%
- Engineering Ingegneria Informatica Spain SL - 60%
- Engineering Software Lab Doo (Repubblica di Serbia) - 100%
- Engineering USA Inc. 97,36%
- Engineering Do Brasil SA - 100%
- Engi da Argentina SA - 98,81%
- Eng Mexico Informatica S. de RL de CV - 10%
- IT Soft USA Inc. - 93,34% (Gruppo Movilitas)

Dati aggiornati a dicembre 2023